# امزورو (اداي آيت الول)
امزورو هو دُوَّار يقع بجماعة أداي، إقليم كلميم، جهة كلميم واد نون في المملكة المغربية. ينتمي الدوّار لمشيخة اداي آيت الول التي تضم 6 دواوير. يقدر عدد سكانه بـ 552 نسمة حسب الإحصاء الرسمي للسكان والسكنى لسنة 2004.

## روابط خارجية
- البوابة الوطنية للجماعات الترابية
- المندوبية السامية للتخطيط